# لويس ماركيز (منافس ألعاب قوى)
لويس ماركيز هو منافس ألعاب قوى سويسري، ولد في 14 سبتمبر 1929 في Mervelier ‏ في سويسرا.

## وصلات خارجية
- لويس ماركيز على موقع أوليمبيديا (الإنجليزية)